# 涂官俊
涂官俊（？—1894年），字劭卿，江西东乡县人。晚清官员。
光緒元年（1875年），江西乙亥恩科鄉試第一。光绪二年（1876年）中进士，即用知县，分发陕西，历署富平、泾阳、长安诸县，又补宜君，调泾阳，政绩卓著。光绪二十年（1894年）卒。病重时仍然处理政务，并捐出俸禄千金，救助孤贫。民众为其建祠。《清史稿》有传。

## 延伸阅读
[在维基数据编辑]
 《清史稿·卷479》，出自趙爾巽《清史稿》